# Liste der denkmalgeschützten Objekte in Rauchwart
Die Liste der denkmalgeschützten Objekte in Rauchwart enthält die denkmalgeschützten, unbeweglichen Objekte der Gemeinde Rauchwart.

## Denkmäler
| Foto |                 | Denkmal                                                                      | Standort                                  | Beschreibung | Metadaten |
| ---- | --------------- | ---------------------------------------------------------------------------- | ----------------------------------------- | --- | --- |
| ja   | Datei hochladen | Ehem. Spiritusfabrik, Galerie Hubert Winter HERIS-ID: 31786 Objekt-ID: 28778 | Rauchwart 198 Standort KG: Rauchwart      | Industriebau errichtet Ende des 19. Jahrhunderts. | BDA-Hist.: Q37944324 Status: Bescheid Stand der BDA-Liste: 2025-06-30 Name: Ehem. Spiritusfabrik, Galerie Hubert Winter GstNr.: 3795/2                      |
| ja   | Datei hochladen | Kath. Filialkirche hl. Stephan HERIS-ID: 31783 Objekt-ID: 28775              | Rauchwart 108, bei Standort KG: Rauchwart | Erbaut 1853. Rechteckbau mit eingezogenem, halbrund geschlossenem Chor und vorgebautem dreigeschoßigem Westturm mit Spitzhelm. Zweijochiges Schiff, Platzlgewölbe zwischen stuckverzierten Gurten auf breiten Pilastern. Dreiachsige Empore. Chorjoch durch rundgezogene Kehle vom östlichen Schiffspfeilerpaar zum Triumphbogen mit dem Schiff verbunden. Im Chorjoch quadratisches Platzl, in der Apsis Schalengewölbe. Volksaltar mit zwei barocken Engelfiguren an Apsiswand. | BDA-Hist.: Q37944314 Status: § 2a Stand der BDA-Liste: 2025-06-30 Name: Kath. Filialkirche hl. Stephan GstNr.: 2 Kath. Filialkirche hl. Stephan (Rauchwart) |